# James Monroe
James Monroe (Monroe's Creek, Virginia, 28. travnja 1758. – New York, 4. srpnja 1831.), američki predsjednik i političar 
Jedan je od najdjelatnijih političara u povijesti Sjedinjenih Država. Dva je puta bio predsjednik SAD-a, a njegovim su nastojanjem Sjedinjene Države 1803. godine kupile Louisianu od Francuske. 
Godine 1823. proklamirao je glasovitu doktrinu "Amerika Amerikancima!", koja je odražavala težnju mladih sjevernoameričkih industrijskih društvenih slojeva da gospodare tržištima i sirovinskim bazama na američkom kontinentu i da s njega potisnu utjecaj europskih sila.
Odrastao u zemljoposjedničkoj obitelji u Virginiji, mladi Monroe je sudjelovao u američkom ratu za nezavisnost. 1782. je izabran za člana virginijske skupštine, a od 1783. do 1786. je sjedio u Kontinentalnom kongresu. Žestoko se protivio ratifikaciji američkog Ustava, držeći da se suverenitet država-članica ne smije dovoditi u pitanje. Zbog toga se priključio Demokratsko-republikanskoj stranci Thomasa Jeffersona te služio na nizu odgovornih položaja u Jeffersonovoj, a kasnije i Madisonovoj administraciji.
Monroe je za predsjednika izabran 1816. godine. Njegovo predsjednikovanje je s vremenom postalo poznato pod nazivom Era dobrih osjećaja, jer je kraj rata s Britanijom kao i ekonomskih nedaća izazvanih oružanim sukobima u Europi koincidirao s gašenjem oštrih ideoloških sukoba između suprotstavljenih frakcija unutar mlade države. Federalistička stranka se u njegovo doba ugasila, a Demokratsko-republikanska stranka postala praktički jedinom ozbiljnom strankom u SAD.
Monroe je tome pridonio pokazavši veliki talent za zadovoljavanje različitih geografskih i ideoloških frakcija u SAD. Godine 1819. je prva veća nacionalna kriza povodom primitika robovlasničke države Missouri elegantno riješena kompromisom temeljem kojeg je iz sastava New Hampshirea izdvojena nova država Maine te tako očuvana ravnoteža između robovlasničkih i slobodnih država.
Godine 1820. Monroe je izabran za predsjednika gotovo bez ikakve ozbiljne opozicije. Godine 1821. je Španjolska formalno predala suverenitet nad Floridom. 
Najpoznatiji događaj koji se vezuje uz Monroev predsjednički mandat jest poruka koju je uputio Kongresu 2. prosinca 1823. i u njoj iznio teze danas poznate kao Monroeva doktrina. U njoj je, povodom ustanka južnoameričkih kolonija protiv Španjolske i najava da bi europske sile mogle intervenirati u tom sukobu, utvrdio da se europske sile nemaju pravo miješati u poslove na američkom kontinentu, dok se SAD, s druge strane, nemaju pravo miješati u sukobe u Europi. Ta se izjava često smatra začetkom američkog izolacionizma, ali i imperijalizma u odnosu na Latinsku Ameriku.
Po Monroeu je godine 1822. na obali Zapadne Afrike nazvano naselje oslobođenih američkih robova, danas poznato kao Monrovia, glavni grad Liberije.